# جمال كوتاهيا
جمال كوتاهيا (6 ديسمبر 1990 - 6 فبراير 2023) كان لاعب كرة يد تركي وقائد منتخب تركيا لكرة اليد.

## وفاته
توفى جمال مع ابنه البالغ من العمر خمسة أعوام في أنطاكية بعد انهيار منزلهم جراء زلزال قهرمان مرعش 2023.